# Telgárt
Telgárt (Švermovo de 1948 à 1990, allemand : Thiergarten an der Königsalm) est une commune du district de Brezno située dans la région de Banská Bystrica en Slovaquie centrale, à la lisière de la Slovaquie orientale (régions de Prešov et de Košice).

## Histoire
(septembre 2023).
Les premières mentions du village remontent à 1326  et d'autres à 1549 .
Durant l'Insurrection nationale slovaque (été 1944), de violents combats s'y sont déroulés au cours desquels les forces allemandes ont brûlé la majorité des maisons du village durant leur retraite.

## Population
| Année:               | 1994. | 2004.   | 2014.   | 2024.   |
| -------------------- | ----- | ------- | ------- | ------- |
| Nombre de personnes: | 1630  | 1531    | 1530    | 1506    |
| Différence:          |       | -6,07 % | -0,06 % | -1,56 % |

| Année:               | 2023. | 2024.   |
| -------------------- | ----- | ------- |
| Nombre de personnes: | 1525  | 1506    |
| Différence:          |       | -1,24 % |

La population est de 1 531 habitants (2005), en sa très large majorité catholique pratiquant localement le rite grec. Environ 35 à 40 % des habitants sont des Roms (Tsiganes).

## Géographie
Le village est situé à une altitude moyenne de 881 mètres. La superficie de la commune est de 55 974 km². Le Hron, un des plus grands cours d'eau slovaques, prend sa source sur le territoire de la commune, au pied du mont Kráľova hoľa.

## Tourisme
Le village est entouré de montagnes (entre les parcs nationaux du Paradis slovaque et des Basses Tatras) et permet de pratiquer le ski en hiver (ski de fond et de descente : 4 télésièges) et la randonnée en été. La grotte de glace de Dobšiná (Dobšinská ľadová jaskyňa, (en)), découverte en 1870, est située à proximité.

### Liens externes

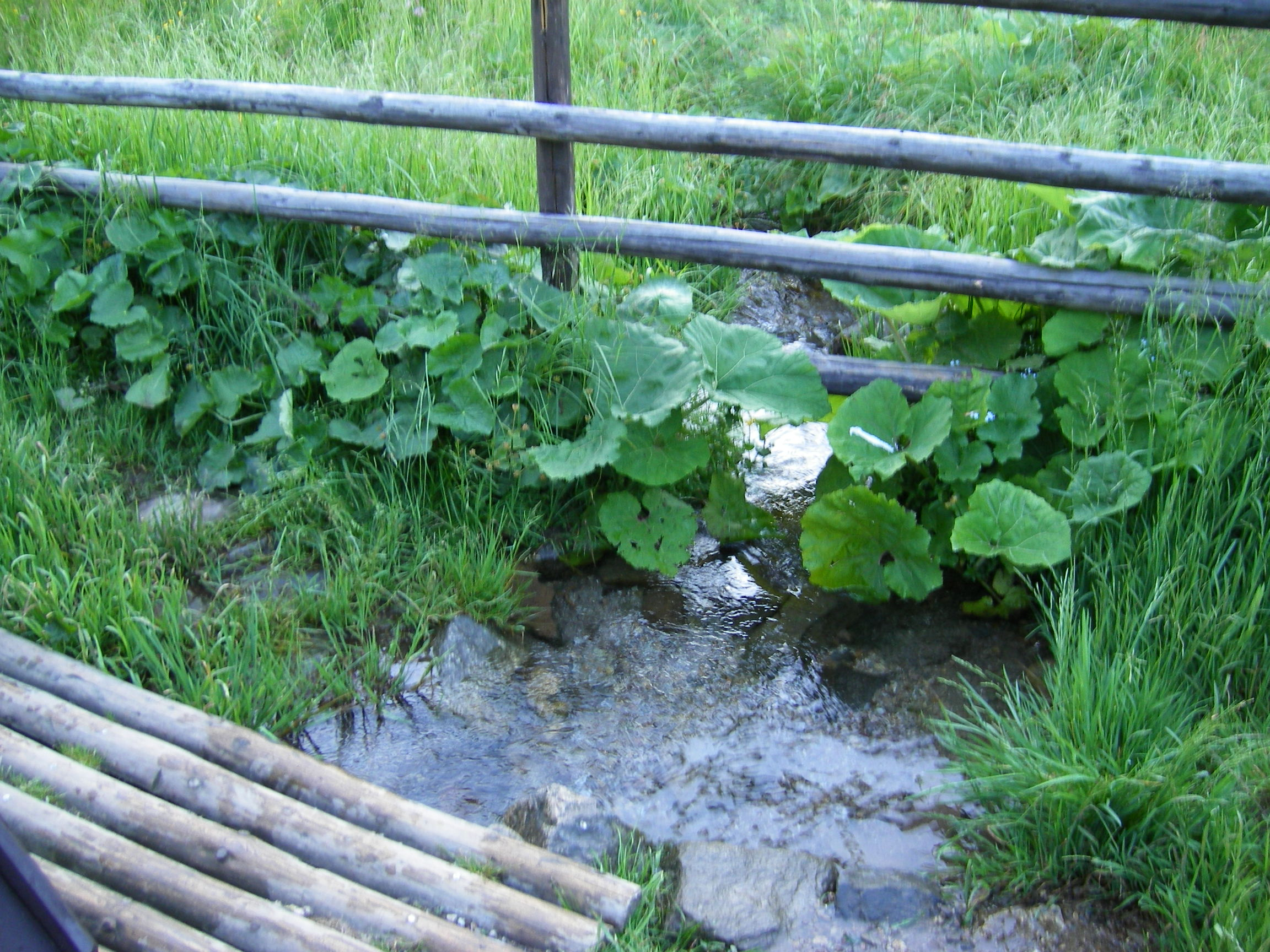
La source du Hron à Telgárt